# Фред Аллен
Фред Аллен (англ. Fred Allen, псевдоним, настоящее имя John Florence Sullivan — Джон Флоренс Салливан; 31 мая 1894 — 17 мая 1956) — американский комик, чьё абсурдное шоу на радио (1934—1949) сделало его одним из самых популярных юмористов в так называемую классическую эру американского радио.
Похоронен на кладбище "Врата Небес" (англ. Gate of Heaven Cemetery) — римско-католическом кладбище, примерно в 25 милях к северу от Нью-Йорка, США.